# Molenbeersel

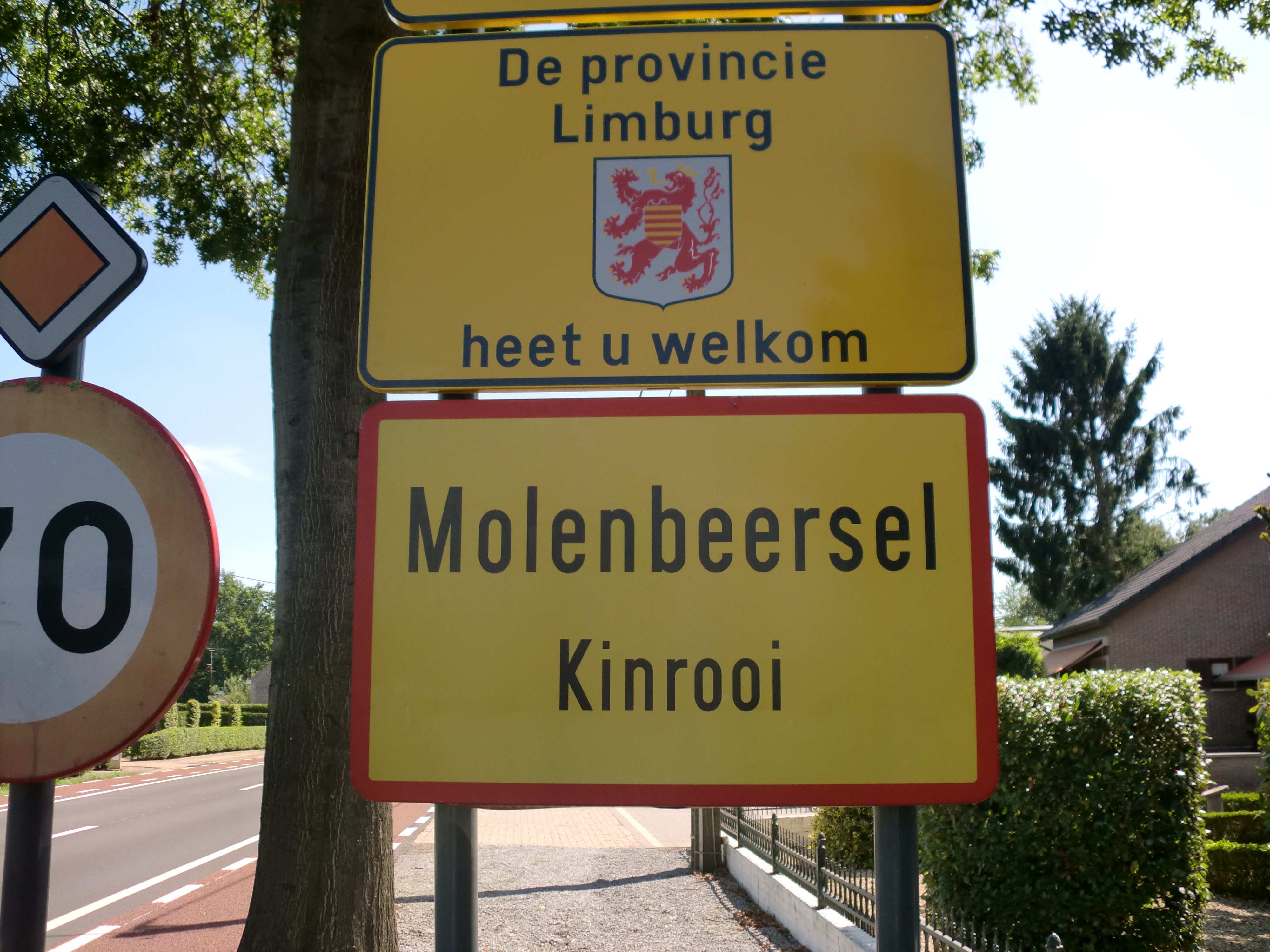
Plaatsnaambord van Nederlandse zijde

Molenbeersel (Limburgs: Bieësel) is een kerkdorp en deelgemeente in de Belgisch-Limburgse grensgemeente Kinrooi, het was een zelfstandige gemeente tot aan de gemeentelijke herindeling van 1971. Het ligt ten zuiden van de Nederlandse gemeente Weert.

## Etymologie
De plaatsnaam Molenbeersel is op te splitsen in drie delen:
- molen: de boerderij Meulder omvatte een watermolen op de Abeek (hier ook "Molenbeek" genoemd)
- beers(t): dit duidt op een moerasland
- -sel: een achtervoegsel waarmee een woonplaats aangegeven wordt

De oudste teruggevonden vermelding van het dorp Beersel stamt van 12 mei 1299. Op die dag werd door abdis Jutta van Henneberg van de abdij van Thorn een tweede vergelijk getroffen over de tienden van Haler en "Beersele", twee gehuchten in het abdijvorstendom Thorn. Later worden verschillende schrijfwijzen teruggevonden: Bijersel, Bersell, Biersel, Beersel, Berselle, Beersell, Meulenbeersel, Moelenbeersel, Molen-beersel, Molenbeersel.

## Geschiedenis
De oudste vondsten klimmen op tot het neolithicum. Er zijn beperkte vondsten uit de bronstijd. In 1869 werd een Romeinse begraafplaats met 73 graven ontdekt in het gehucht Manestraat. In het ancien régime lagen hier slechts gehuchten, waaronder Beersel (Smeetsstr./Teunestr.), Molenbeersel/Kevelaer (Oudekerkstr.) en Groot-Beersel (Grootbeersel). Het gebied was verdeeld over de Drie Eijghen, voor het grootste deel onder Neeritter.
In Molenbeersel werden twee schansen opgericht: de Makkenschans (Makkestraat) en de Giezenschans (Vlasbrei). De Makkenschans werd opgericht in 1632. Ze was gelegen nabij de Zig, moeilijk toegankelijk dankzij het omliggende moeras. Er lag een gracht omheen die gevoed werd vanuit de Abeek. Van de Giezenschans is weinig bekend; ze lag in de Beker.
In 1839 werd het huidige Molenbeersel grotendeels Nederlands, om in 1843 weer Belgisch te worden. Diverse gebieden werden vervolgens samengevoegd tot de nieuwe gemeente Molenbeersel (zie Herindeling van de Drie Eijghen). Aan het einde van de 19e eeuw smolten Beersel en Molenbeersel samen, zodat langs de Weertersteenweg de huidige kom van Molenbeersel ontstond. Naar het oorspronkelijke Molenbeersel wordt heden verwezen als "Kevelaer".
Hoewel Molenbeersel gedurende de 20e eeuw snel is gegroeid, is het nooit een aanzienlijke kern geweest. De gehuchten waaruit het ontstond lagen immers op arme heide- en moerasgronden. Hun ontginning werd aangevat na 1850, onder andere door het graven van de Lossing. Nog in 1938 werd beschreven hoe men te lijden had van wateroverlast en malaria. In 1970 fuseerde Molenbeersel tot de fusiegemeente Kinrooi.

### Razzia van 22 augustus 1944
Op 22 augustus 1944 vielen Duitse soldaten en collaborateurs Molenbeersel binnen. Drie mensen werden doodgeschoten. Een vierde werd opgehangen. Vijf andere personen werden gearresteerd. Ze belandden in het concentratiekamp Neuengamme en overleefden de oorlog niet.
Over deze razzia verscheen in mei 2024 het boek 'De razzia' van de hand van historicus en journalist Timmie van Diepen. Onder de negen slachtoffers waren er vijf familieleden van hem.

### Kerkelijke geschiedenis
Oorspronkelijk behoorde het grootste deel van het huidige Molenbeersel tot de parochie Neeritter. Vanaf 1772 lag in Kevelaer de Sint-Leonarduskapel. In 1837 werd ze losgemaakt van de moederkerk in Neeritter, zodat Molenbeersel een zelfstandige parochie werd. In 1899 kwam ook een klooster gereed, dat tegenwoordig niet meer bestaat.
Het deel van de "Beersels" binnen de rijksheerlijkheid Kessenich had een eigen kapel, nl. een filiaalkapel van de kerk van Kessenich gewijd aan "Onze-Lieve-Vrouwe in 't Zand". Deze kapel werd in de 16e eeuw het eerst vermeld. In 1828 was het een mergelstenen gebouw, dat toen gesloopt werd. Groot-Beersel hoorde daarna bij de Sint-Leonarduskapel. In 1929 verrees vlak bij de voormalige kapel de nog bestaande Daalkapel.

## Demografische ontwikkeling
- Bronnen:NIS, Opm:1831 tot en met 1970=volkstellingen; 1976 = inwoneraantal op 31 december

### Infrastructuur
De weg van Molenbeersel naar Kinrooi werd verhard in 1848. In 1865 werd deze weg doorgetrokken naar Maaseik en in 1866 naar de Nederlandse grens, richting Weert. In 1910 kwam de tramlijn Maaseik-Weert gereed, maar in 1935 werd het verkeer op dit traject opgeheven.

## Bezienswaardigheden
- De Zorgvlietmolen, een ronde stenen beltmolen uit 1919.
- De Keijersmolen, een ronde stenen beltmolen uit 1869.
- De Broekmolen, een watermolen op de Abeek, net over de grens in Stramproy.
- De Sint-Leonarduskerk, een neogotische kerk uit 1863.
- Onze-Lieve-Vrouw-van-Lourdeskapel.
- Slichtenhof: een hoeve uit de eerste helft van de 19e eeuw, met een geschiedenis die ten laatste tot 1530 teruggaat.
- De Dodendraad: een reconstructie van de beruchte hoogspanningsdraad die tijdens de Eerste Wereldoorlog Belgen verhinderde naar Nederland te vluchten.
- Bunker 7, ook wel "'t Fort" genoemd, helaas gesloopt in 2009. Ze maakte deel uit van de Belgische alarmstelling ter bewaking van de landsgrenzen in de jaren 1930.
- Het klooster van de Zusters van het Heilig Hart van Maria uit Hannuit, waar vroeger een lagere meisjesschool werd georganiseerd (gesloopt in 2007).[5] Dit klooster werd gebouwd van 1897-1899 in de vorm van een "U" (naar het voorbeeld van het moederklooster te Hannuit). De centrale vleugel diende als klooster, de twee zijvleugels als leslokalen, kapel en slaapzaal.
- Villa Pax, bouwkundig erfgoed gebouwd in 1929-30 door burgemeester-notaris Alfred Wauters. In 1964 aangekocht door de gemeente en thans in gebruik als OCMW, pensioendienst en lokaal en bibliotheek van de heemkundige kring. Gelegen in grote openbare tuin met vijver, speeltuin en volière.[6]

## Galerij

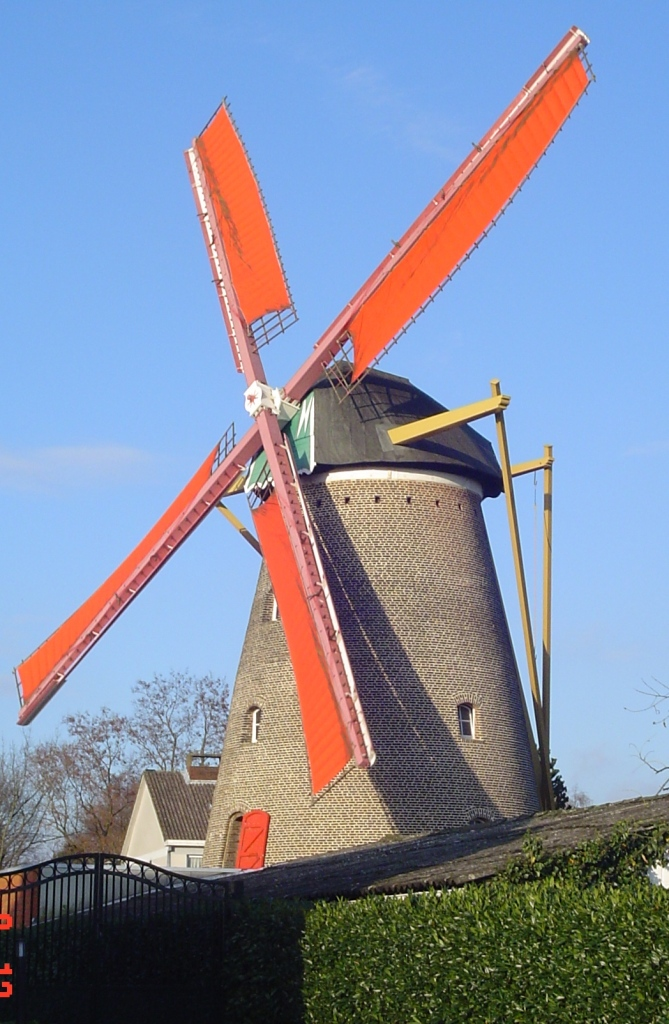
Zorgvlietmolen
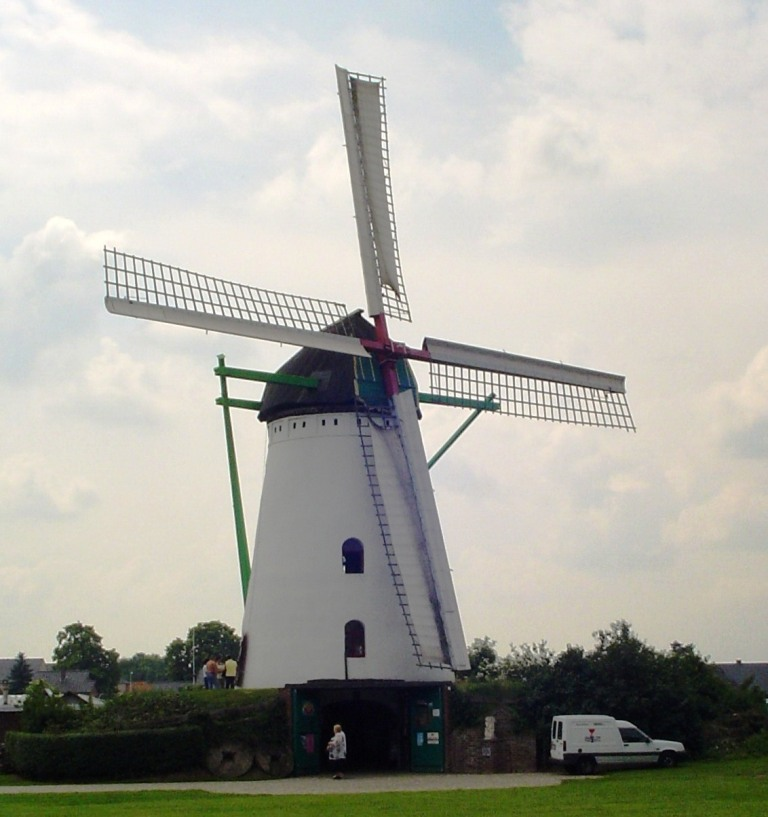
Keijersmolen
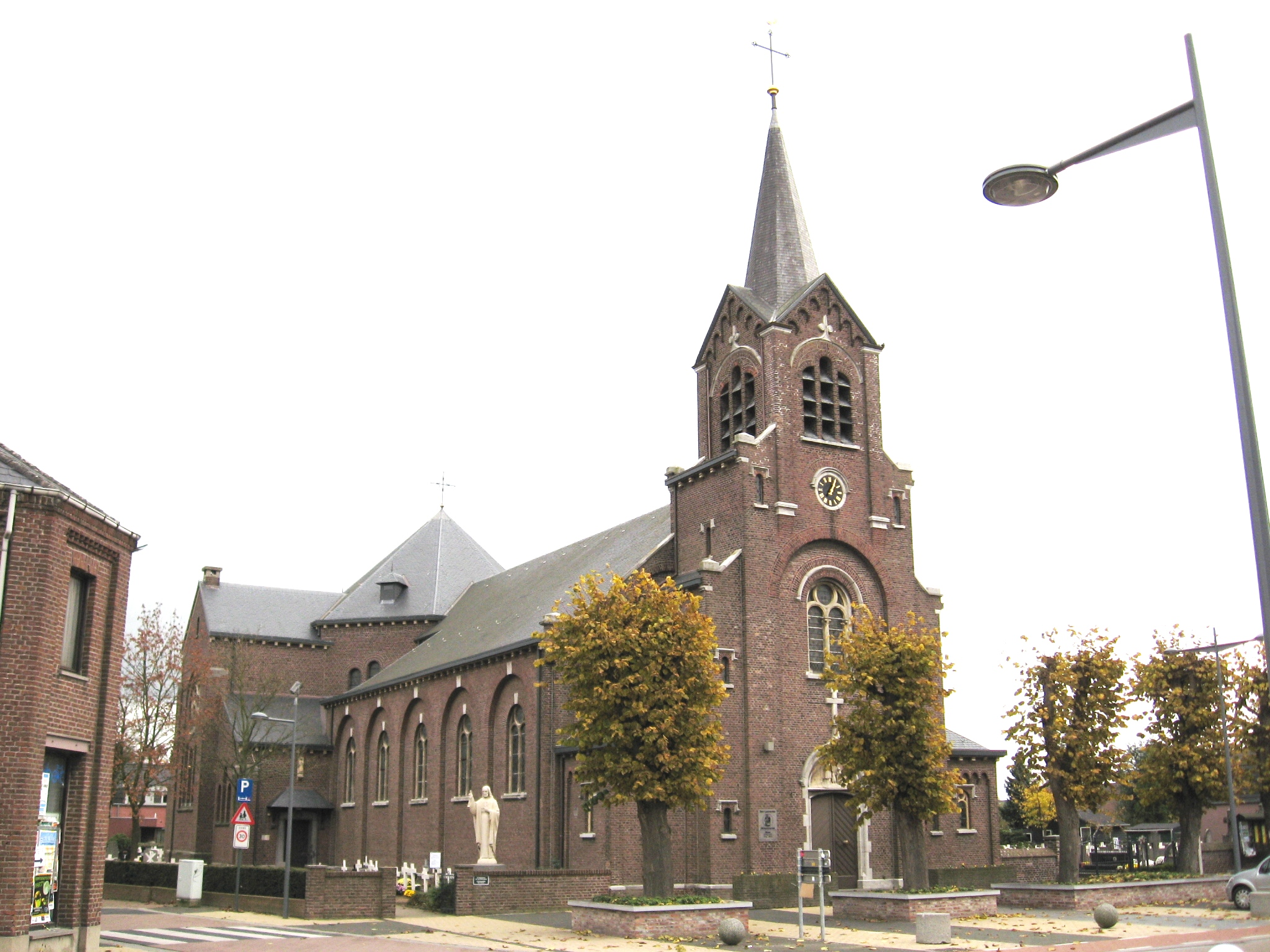
Sint-Leonarduskerk
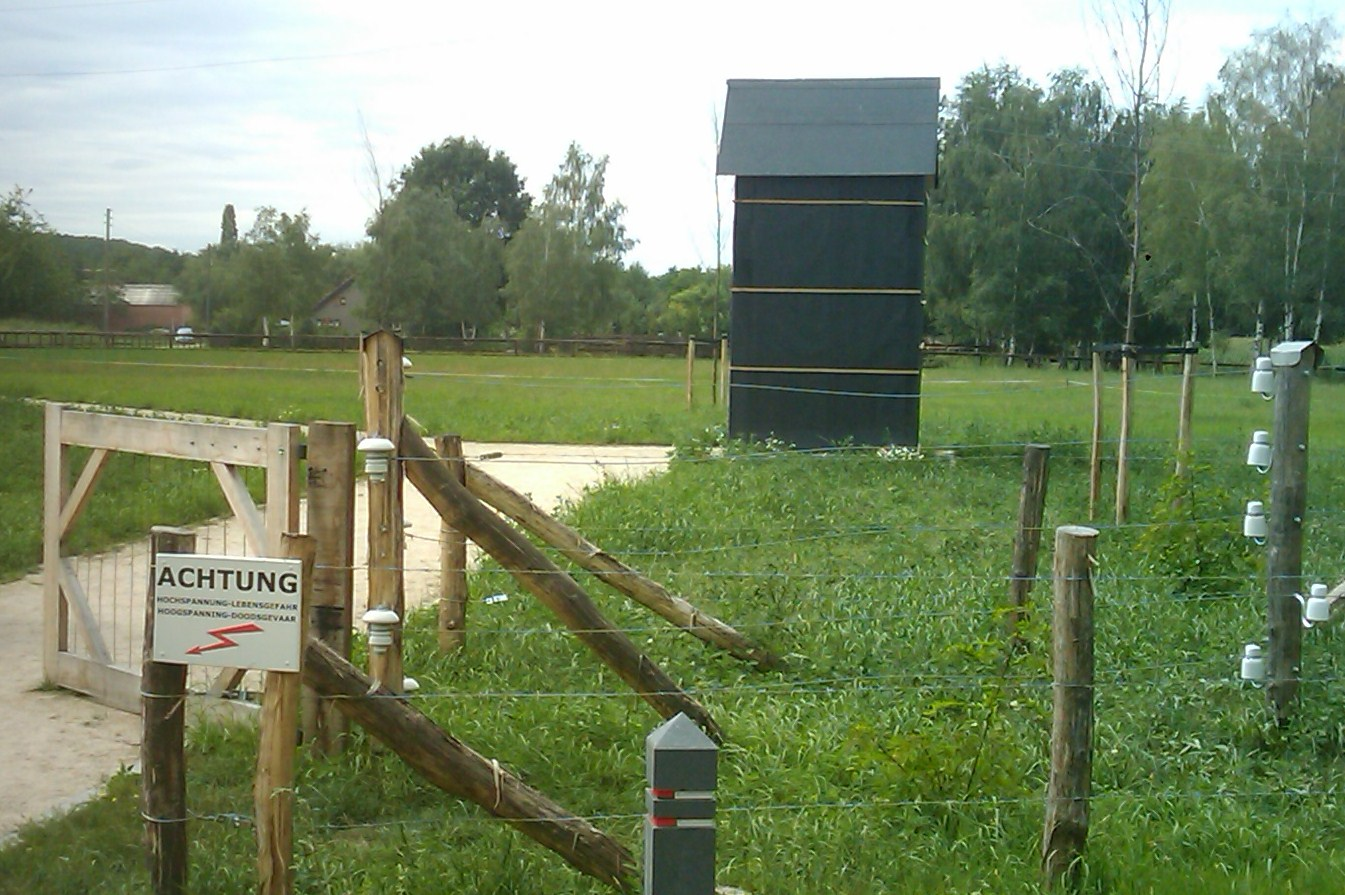
De Draad

## Natuur en landschap
Molenbeersel bevindt zich in het oosten van de Vlakte van Bocholt. De gekanaliseerde Abeek loopt in oostelijke richting op haar tocht naar de Maas. In Molenbeersel loopt parallel hieraan de Lossing, aangelegd om deze rivier te ontlasten. Aan deze beken lag vroeger moeras, nu verschillende bossen van het grenspark Kempen-Broek (het Stramprooierbroek, de Goort, de Zig, het Grootbroek en het 't Hasselterbroek). Ten noord-oosten van Molenbeersel ligt het Teuneven, dat in 1999 weer in zijn oorspronkelijke vorm werd teruggebracht. Door de natuurgebieden zijn tal van gemarkeerde wandelingen uitgezet, en ook is er een fietsroutenetwerk.
De in Vlaanderen nog zeldzame Pallas' eekhoorn (Callosciurus erythraeus), een invasieve exoot, komt er voor.

## Verkeer en vervoer
Sedert 1910 was er een tramlijn in Molenbeersel. Deze tramlijn, met nummer 491 deed de volgende haltes aan:
- 491: Maaseik – 't Ven – Raam – Kinrooi – Molenbeersel – grens – Stramproy – Tungelroy – Weert

Er was tevens een stelplaats voor deze tramlijn in Molenbeersel.
In 1935 werd het vervoer van reizigers op deze lijn opgeheven.

## Oud-burgemeesters van Molenbeersel
Hieronder de oud-burgemeesters van Molenbeersel van 1845 tot aan de fusie van 1971.
| Oud-Burgemeester     | Geboortedatum | Beroep                | Dienstjaren |
| -------------------- | ------------- | --------------------- | ----------- |
| Lambert Haeffenter   | 02-02-1794    | Landbouwer / Eigenaar | 1845 -1877  |
| Antoine Maes         | 08-04-1830    | Eigenaar              | 1878 - 1888 |
| Joannes Truyen       | 08-12-1828    | Grondeigenaar         | 1889 - 1914 |
| Alfred Wauters       | 23-06-1869    | Rentenier             | 1914 - 1916 |
| Theodoor Smeets      | ?             | ?                     | 1916 - 1921 |
| Alfred Wauters       | 23-06-1869    | Rentenier             | 1921 - 1931 |
| Bartholomeus Smeets  | 09-08-1879    | Landbouwer            | 1932 - 1956 |
| Godfried Truyen      | 01-11-1891    | Landbouwer            | 1957 - 1961 |
| Franciscus Van Eygen | 19-12-1905    | Landbouwer            | 1962 - 1967 |
| Jaak Arits           | 19-06-1907    | ?                     | 1967 - 1971 |

## Radio
In 1981 begon bij bunker 7, aan café 't Fort een radiozender met de naam Radio Grensland.

## Evenementen
- Molenfeesten Molenbeersel: Een volksfeest met diverse attracties, optredens, streekgerechten enz. in Molenbeersel aan de Keijersmolen.
- Kermishappening: Kermis met wielerwedstrijd, diverse festiviteiten en livemuziek gedurende het hele kermisweekend.
- Op 30 augustus 2009 vond in Molenbeersel het Europees Schutterstreffen plaats, waarbij duizenden schutters van schutterijen uit heel Europa elkaar ontmoetten.

## Nabijgelegen kernen
Haler, Stramproy, Kinrooi, Neeritter
|      |                | Stramproy (NL) |  | Haler (NL) |
|      |                |                |  |            |
| Beek | Neeritter (NL) |                |  |            |
|      |                |                |  |            |
| Bree |                |                |  | Kinrooi    |